# Eenheidspartij (Zuid-Ossetië)
De Eenheidspartij (Ossetisch: Иудзинад, Russisch: Единство, Georgisch: ერთიანობის), voluit Zuid-Ossetische Republikeinse Politieke Partij "Eenheid", is een politieke partij in de Georgische afscheidingsregio en zelfverklaarde republiek Zuid-Ossetië, opgericht in 2003 en regerend gedurende twee termijnen tussen 2004 en 2014. De partij heeft een sociaal conservatieve inslag, en streeft Zuid-Ossetische vereniging met Noord-Ossetië en Rusland na. Op een partijcongres in 2019 stelde de partij 1.200 leden te hebben.

## Leiderschap
Sinds de oprichting wordt de partij geleid door Zoerab Kokojev. 

## Geschiedenis
De Eenheidspartij werd op 5 april 2003 opgericht, en was gemodelleerd naar de Verenigd Rusland partij van de Russische president Vladimir Poetin. De oprichters benadrukten de urgentie om het grote aantal acute sociale en politieke problemen in Zuid-Ossetië op te lossen dat zich in de voorgaande jaren in de republiek had opgehoopt. Wat nodig was, zo stelde de partij, "was een partij die de koers van de president van de republiek (Edoeard Kokojti), gericht op vereniging met Noord-Ossetië als onderdeel van de Russische Federatie, zou steunen en uitvoeren". Dat laatste uitte zich onder meer in het actief faciliteren van Russische verkiezingen in Zuid-Ossetië en het organiseren van referenda over aansluiting bij Rusland.
In 2011 was Anatoli Bibilov presidentskandidaat namens de Eenheidspartij. Hij behaalde de tweede ronde, waar hij het op moest nemen tegen oppositiekandidate Alla Jiojeva, die de tweede ronde won met 56,7% van de stemmen. Verliezend Bibilov tekende protest aan tegen de uitslag en kreeg gelijk. Het resultaat werd door de rechtbank geannuleerd, wat tot straatprotesten, politieke onrust en een bezorgd Kremlin leidde. De uitgaande president Edoeard Kokojti stapte 10 december 2011 op, na een deal met de oppositie. Premier Vadim Brovtsev, een niet-Ossetische Rus die in 2009 gestuurd was om de regering te leiden, werd interim-president. Op 25 maart 2012 werden nieuwe verkiezingen gehouden. Deze werden door Jiojeva onwettig genoemd. Ze belandde in het ziekenhuis toen ze verklaarde zichzelf tot president te benoemen. Andere oppositiekandidaten werden geweerd uit de verkiezing, en Bibilov deed niet mee. Jiojeva werd uiteindelijk vice-premier in de nieuwe regering. Bibilov richtte in 2012 Verenigd Ossetië op die in 2014 de Eenheidspartij versloeg en werd in 2017 alsnog tot president gekozen.

## Verkiezingen
De Eenheidspartij won onder leiding van president Edoeard Kokojti bij de parlementsverkiezingen van 2004 20 van de 34 zetels. Het zette daarmee als nieuwkomer de Communistische Partij uit de macht. In 2009, de eerste verkiezing volgens een geheel proportioneel systeem, kreeg het 17 van de 34 zetels in handen. Bij de verkiezingen van 2014 verloor de Eenheidspartij van het nieuwe Verenigd Ossetië, geleid door Anatoli Bibilov die in 2011 nog voor de Eenheidspartij presidentskandidaat was. De Eenheidspartij verdween uit het parlement en wist ook bij de verkiezingen van 2019 geen zetels binnente halen. 
| Verkiezing | Stemmen     | %     | Zetels  | +/–      | Leider         |
| ---------- | ----------- | ----- | ------- | -------- | -------------- |
| 2019       | 630 (#7)    | 2,83  | 0 / 34  | Gedaald  | Zoerab Kokojev |
| 2014       | 1.219 (#6)  | 6,04  | 0 / 34  | 17       | Zoerab Kokojev |
| 2009       | 21.246 (#1) | 47,53 | 17 / 34 | 3        | Zoerab Kokojev |
| 2004       | (#1)        | 54,6  | 20 / 34 | Gestegen | Zoerab Kokojev |

## Internationale relaties
Op 22 september 2008 tekende de Eenheidspartij  een samenwerkingsovereenkomst met de Russische regeringspartij Verenigd Rusland van president Vladimir Poetin.